# Scomberoides lysan
Scomberoides lysan és una espècie de peix de la família dels caràngids i de l'ordre dels perciformes. Poden assolir fins a 110 cm de longitud total.
Es troba des del Mar Roig i l'Àfrica oriental fins a les Marqueses, Hawaii, les Tuamotu, el sud del Japó i Nova Gal·les del Sud.